# Hydropsyche rotosa
Hydropsyche rotosa là một loài Trichoptera trong họ Hydropsychidae. Chúng phân bố ở miền Tân bắc.